# Réserve de parc national et site du patrimoine haïda Gwaii Haanas
La réserve de parc national et site du patrimoine haïda Gwaii Haanas est un parc national du Canada située en Colombie-Britannique au sud de l'archipel Haïda Gwaïi.

## Toponymie
Le nom de Gwaii Haanas provient du nom haïda de l'île Moresby. Il signifie plus ou moins « île de merveille et de beauté ».

## Géographie
La réserve de 1 470 km2 est située au sud de l'île Moresby, l'une des îles de l'archipel Haïda Gwaïi (anciennement îles de la Reine-Charlotte). Elle partage ses limites avec la réserve d'aire marine nationale de conservation et site du patrimoine haïda Gwaii Haanas qui protège les eaux limitrophes du parc.